# 格兰德维尤 (密苏里州)
格兰德维尤（英語：Grandview）是位于美国密苏里州杰克逊县的一座城市。根据美国人口调查局2000年统计，格兰德维尤共有人口24,881人，其中白人占59.81%、非裔美国人占33.54%、亚裔美国人占1.05%。